# هوبره‌های کاکلی
هوبره‌های کاکلی (نام علمی: Lophotis) نام یک سرده از تیره هوبره‌ایان است.

## گونه‌ها
- هوبره ساویل،  Lophotis savilei
- هوبره کاکل‌نخودی،  Lophotis gindiana
- هوبره کاکل‌قرمز،  Lophotis ruficrista